# Тонзилит
Тонзилит се нарича възпалението на сливиците (тонзилите).
Тонзилите са органи на орофаринкса (гърлото). Това са лимфни органи в задната част на устата и горната част на гърлото, които са бариера, спираща патогенните микроорганизми на входа на организма.
Възпалителният процес е известен още като ангина, когато има остро възпаление основно на сливиците или като фарингит, когато възпалението засяга цялата лигавица на гърлото. Разграничаването на зоните на възпаление в орофаринкса често е трудно и затова термините ангина, фарингит, тонзилит често се възприемат като еквивалентни.
Тонзилитът и фарингитът са възпаления, най-често с инфекциозна етиология, причинени от бактерии или вируси. Сред най-честите вируси, причинители на ангина, са аденовирусите, грипният и парагрипният вирус, респираторносинцитиалният вирус и др. Известни бактериални причинители са бета-хемолитичните стрептококи от група А, характерна за деца над 3 години с пик между 5 и 15 години и рядка за възрастните, Streptococcus pyogenes, хемолитични стрептококи от други групи, гонококи и др.
При кърмачета и малки деца под 3 години ангините са най-често вирусни. Fusobacterium necrophorum, Borpelia vincenti и Treponema pallidum са бактериални видове, които са причинители на улцерозна и улцеро-некротична ангина. Агранулоцитозата при туморни и имунокомпрометирани заболявания води също до некротична ангина. Има много бактериални видове, които се откриват в натривките от гърлен секрет, като например Haemophilus influenzae, Moraxella catarrhalis, пневмококи, стафилококи и други, които са нормални обитатели в гърлото и не причиняват болестен процес.